# Аджаса, Китое
Сэр Китойе Аджаса (10 августа 1866, Лагос — 1937) — адвокат, политик Нигерии в колониальный период. Придерживался идеи интеграции Африки в европейскую экономику и культуру. Аджаса был одним из лидеров «Народного союза», первой политической партии в Нигерии, и основателем консервативной газеты «Нигерийский пионер». Первый нигериец, посвящённый в рыцари.

## Ранние годы
Китое Аджаса был родом из общины Саро, которая мигрировала из Адъясе в Дагомею (Лагос). Его отец, Томас Бенджамин Маколей, родился в Дагомее, был взят в рабство, а затем освобождён в Сьерра-Леоне. Настоящее имя, данное ему при рождении — Эдмунд Маколей. Он родился в Лагосе 10 августа 1866 года, учился в средней школе Лагоса. Затем переехал в Англию, где учился в Даличском колледже, а затем изучал право. После двенадцати лет пребывания в Лондоне он изменил своё имя на Китое Аджаса и вернулся в Лагос, где начал свою юридическую практику. Тогда же женился на Лукреции Олайнке Мур, принцессе Эгба.

## Политик и издатель
В 1906 году Аджаса стал неофициальным членом Законодательного совета, а в 1914 году стал членом Нигерийского совета генерал-губернатора Фредерика Лугарда. Аджаса и другие, такие как Джон К. Рэндл, Кристофер Сапара Уильямс и Генри Роулингсон Карр, считали, что создание препятствий для деятельности британской администрации было контрпродуктивным, поскольку только через британцев могло быть возможным развитие колонии. Он выступал за полное принятие европейских идей и институтов как самый быстрый способ добиться прогресса. Его современники заявляли, что его газета является «ангелом-хранителем олигархии и реакционеров», и удивляются, почему «любой человек в Лагосе, африканец по происхождению, расе и происхождению … должен быть полностью лишён расы».
Аджаса был одним из ведущих членов «Народного союза», основанного в 1908 году Джоном Рэндлом, вместе с Орисадипе Обаса, Ричардом Акинванде Сэвиджем и Адейемо Алакия. Хотя «Народный союз» контролировался людьми с консервативными взглядами, он привлёк некоторых аристократов с прогрессивными идеями, таких как Эрнест Иколи, журналист и основатель нигерийского молодёжного движения. «Народный союз», который выступал за постепенное введение реформ, выступил против более радикальной и националистической национально-демократической партии Нигерии (ННДР), основанной в 1922 году Гербертом Маколеем. Народный союз распался в 1928 году после смерти Рэндла.
Аджаса основал газету «Нигерийский пионер» в 1914 году в качестве альтернативы радикальной «Weekly Record» Джона Пэйна Джексона. Поскольку он, как было известно, был доверенным лицом Лугарда, считалось, что правительство финансировало газету. Газета в целом поддерживала меры правительства и выступала против людей и организаций, которые «не нравились» правительству. Хотя Аджаса не занимался антиправительственной полемикой, как это делали другие газеты того времени, многие жители Лагоса не доверяли ему. Аджаса писал в 1923 году, что его газета «существует для того, чтобы тщательно и точно истолковывать правительство народу, а народ — правительству».
Китое Аджаса стал судьёй Высокого суда Лагоса, оставаясь на этом посту до 1933 года. В 1924 году стал офицером Ордена Британской империи и получил звание рыцаря в 1928 году. Аджаса был первым нигерийцем, посвящённым в рыцари. Он умер в 1937 году, а «Нигерийский пионер» закрыли сразу после смерти его основателя. Среди его детей была нигерийская националистка и феминистка Оинкан, леди Абайоми.

## Масонство
Сэр Китойи был масоном. Занимал должность досточтимого мастера в ложе «Лагос» № 1171 в 1901, 1906, 1907, 1908 и 1928 годах.